# Lesenepole/Matolwane
Lesenepole/Matolwane est une ville botswanaise d'environ trois mille habitants, située dans le District central, dans l'Est du pays.